# 프레스티어 자이
프레스티어 자이(Prestier Xi)는 과천주공4단지를 재건축하는 아파트 단지이다. 11개동 1,445세대 규모로 들어선다.

## 같이 보기
- 자이 (아파트)